# Determinante relativo
Un determinante relativo es un término empleado en la gramática tradicional del español y otras lenguas para hacer referencia a un referente  que ya ha aparecido con anterioridad en el discurso, denominado antecedente. Por ejemplo, en la frase "No olvides regar las plantas que hay en la terraza", el sintagma "las plantas" es el antecedente y "que" es el determinante relativo.
En la moderna lingüística generativa y esquemas teóricos afines la mayor parte de las palabras tradicionalmente denominadas "determinantes relativos" han sido asignadas a la categoría de pronombres relativos ya que pueden funcionar como núcleo aislado de un sintagma determinante. Otros como cuantas plantas quieras han sido asignadas a la teoría de los cuantificadores.

## Determinantes relativos en español
| Singular  | Singular | Plural    | Plural   |
| Masculino | Femenino | Masculino | Femenino |
| --------- | -------- | --------- | -------- |
| que       |          |           |          |
| cual      | cual     | cuales    | cuales   |
| quien     | quien    | quienes   | quienes  |
| cuanto    | cuanta   | cuantos   | cuantas  |
| cuyo      | cuya     | cuyos     | cuyas    |

Como se puede comprobar, que es invariable, cual y quien admiten variación de número, y cuyo y cuanto admiten variación en género y número. Cuyo es el único relativo que puede ser determinante, ya que siempre acompaña a un nombre, como por ejemplo Las plantas cuyas hojas son rojas no están regadas. Cuando acompaña a un nombre, cuanto es determinante, como por ejemplo Riega cuantas plantas tengas.